# Juan Quinteros
Juan Gilberto Quinteros (Mejicanos; 20 de marzo de 1947) es un exfutbolista salvadoreño que jugaba de centrocampista.

## Trayectoria
Era apodado "chachama" y "patrulla" e inició con el Caterpilar de la Segunda División de El Salvador en 1965. Tres años más tarde, fichó por el Negocios Internacionales de la Primera División.
Con el club se mantuvo hasta 1972, cuando fue comprado por el Atlético Chiriquí de Panamá; no permaneció tanto ya que retornó con Negocios Internacionales hasta que el equipo en 1975 cambió de nombre al actual Juventud Olímpica.
En 1977, se trasladó al Alianza, un año más tarde al FAS y al Santiagueño, lugar donde se mantuvo hasta su retirada en 1982. Fue refuerzo del FAS en la Copa Interamericana 1980, perdiendo por un global de 8-3.

## Selección nacional
Formó parte de la selección de El Salvador que jugó las eliminatorias hacia la Copa Mundial de Argentina 1978 y España 1982, en este último calificando pero no fue convocado a la cita mundialista.

### Participaciones en Campeonatos Concacaf
| Copa                                       | Sede     | Resultado     | Partidos | Goles |
| ------------------------------------------ | -------- | ------------- | -------- | ----- |
| Campeonato de Naciones de la Concacaf 1977 | México   | Tercer puesto | 5        | 0     |
| Campeonato de Naciones de la Concacaf 1981 | Honduras | Subcampeón    | 3        | 0     |

## Clubes
| Club              | País        | Año       |
| ----------------- | ----------- | --------- |
| Caterpilar        | El Salvador | 1965-1968 |
| Juventud Olímpica | El Salvador | 1968-1972 |
| Atlético Chiriquí | Panamá      | 1972-1973 |
| Juventud Olímpica | El Salvador | 1973-1976 |
| Alianza           | El Salvador | 1976-1977 |
| FAS               | El Salvador | 1977-1978 |
| Santiagueño       | El Salvador | 1978-1982 |

## Palmarés

### Títulos nacionales
| Título           | Equipo            | País        | Año     |
| ---------------- | ----------------- | ----------- | ------- |
| Primera División | Juventud Olímpica | El Salvador | 1971    |
| Primera División | FAS               | El Salvador | 1977-78 |
| Primera División | Santiagueño       | El Salvador | 1979-80 |